# Cupido violascens
Cupido violascens är en fjärilsart som beskrevs av Tutt 1909. Cupido violascens ingår i släktet Cupido och familjen juvelvingar. Inga underarter finns listade i Catalogue of Life.